# Arteria coronaria izquierda
La arteria coronaria izquierda es una arteria que nace en el origen de la arteria aorta, a nivel de los senos de Valsalva, por encima de la valva semilunar izquierda de la válvula aórtica, y que suministra sangre al lado izquierdo del corazón.

## Ramas
Según el Diccionario enciclopédico ilustrado de medicina Dorland, 27ª edición, presenta las siguientes ramas:
- Ramas colaterales: ramas para la vaina aórtica[Nota 1] y el pliegue preaórtico,[Nota 2] y rama auricular.
- Ramas terminales: arteria interventricular anterior y arteria auriculoventricular izquierda.[1]

Típicamente fluye de 1 a 25 mm y luego se desvia hacia la rama interventricular anterior (también llamada arteria descendente anterior izquierda) y la arteria circunfleja izquierda. Algunas veces nace otra arteria en esta bifurcación, formando una trifurcación; esta arteria extra recibe el nombre de arteria intermedia.
También se describe a veces una «primera rama septal».

### Ramas en la Terminología Anatómica
La Terminología Anatómica indica las siguientes ramas:
A12.2.03.202 Rama interventricular anterior de la arteria coronaria izquierda (ramus interventricularis anterior arteriae coronariae sinistrae).
A12.2.03.203 Rama del cono arterioso de la arteria coronaria izquierda (ramus coni arteriosi arteriae coronariae sinistrae).
A12.2.03.204 Rama lateral interventricular anterior de la arteria coronaria izquierda (ramus lateralis interventricularis anterioris arteriae coronariae sinistrae).
A12.2.03.205 Ramas interventriculares septales de la arteria coronaria izquierda (rami interventriculares septales arteriae coronariae sinistrae).
A12.2.03.206 Rama circunfleja de la arteria coronaria izquierda (ramus circumflexus arteriae coronariae sinistrae).
- A12.2.03.207 Rama atrial anastomótica de la rama circunfleja de la arteria coronaria izquierda (ramus atrialis anastomoticus rami circumflexi arteriae coronariae sinistrae).
- A12.2.03.208 Ramas atrioventriculares de la rama circunfleja de la arteria coronaria izquierda (rami atrioventriculares rami circumflexi arteriae coronariae sinistrae).
- A12.2.03.209 Arteria marginal izquierda; rama marginal izquierda de la rama circunfleja de la arteria coronaria izquierda (ramus marginalis sinister rami circumflexi arteriae coronariae sinistrae).
- A12.2.03.210 Rama atrial intermedia de la rama circunfleja de la arteria coronaria izquierda (ramus atrialis intermedius rami circumflexi arteriae coronariae sinistrae).
- A12.2.03.211 Rama posterior del ventrículo izquierdo de la rama circunfleja de la arteria coronaria izquierda (ramus posterior ventriculi sinistri rami circumflexi arteriae coronariae sinistrae).
- A12.2.03.212 Rama del nodo sino-atrial de la rama circunfleja de la arteria coronaria izquierda (ramus nodi sinuatrialis rami circumflexi arteriae coronariae sinistrae).
- A12.2.03.213 Rama del nodo atrioventricular de la rama circunfleja de la arteria coronaria izquierda (ramus nodi atrioventricularis rami circumflexi arteriae coronariae sinistrae).
- A12.2.03.214 Ramas atriales de la rama circunfleja de la arteria coronaria izquierda (rami atriales rami circumflexi arteriae coronariae sinistrae).

## Distribución
Se distribuye (fundamentalmente) hacia el ventrículo izquierdo y la aurícula izquierda del corazón.
Irriga la aurícula izquierda, parte de la aurícula derecha, el tercio izquierdo de pared anterior del ventrículo derecho, el ventrículo izquierdo (salvo la mitad derecha de su cara inferior), y los dos tercios anteriores del tabique interventricular

## Imágenes adicionales
|                                               |
| Arteria coronaria izquierda en una disección. |

| |
| Vasos cardíacos. Arterias: ACD/AMD: arteria coronaria derecha (rama marginal derecha); RRAA-ACD: ramas atriales de la arteria coronaria derecha; RNSA-ACD: rama del nodo sino-atrial de la arteria coronaria derecha; RMD-ACD: rama marginal derecha de la arteria coronaria derecha; ACI: arteria coronaria izquierda; RC-ACI: rama circunfleja de la arteria coronaria izquierda; RIA-ACI/ADAI: rama interventricular anterior de la arteria coronaria izquierda (arteria descendente anterior izquierda); RLIA-ACI/DIAG: rama lateral interventricular anterior de la arteria coronaria izquierda (rama diagonal de la arteria interventricular anterior); RMI-RC-ACI: rama marginal izquierda de la rama circunfleja de la arteria coronaria izquierda; RIP-ACD/ADP: rama interventricular posterior de la arteria coronaria derecha (arteria descendente posterior); RNAV-ACD: rama del nodo atrioventricular de la arteria coronaria derecha. Venas: VCm: vena cardíaca menor; VVAA-VD: venas anteriores del ventrículo derecho; VCM/VIA: vena cardíaca magna (vena interventricular anterior); VCMe: vena cardíaca media; SC: seno coronario; VCI: vena cava inferior. |

|                                                |
| Vista frontal del corazón y los grandes vasos. |

|                                            |
| Diagrama de la aorta proximal y sus ramas. |

|                                             |
| Corazón humano con las arterias coronarias. |

|                                                                     |
| Diagrama de las arterias coronarias del lado izquierdo del corazón. |

|                                      |
| Diagrama de un infarto de miocardio. |

| |
| Angiografía coronaria que muestra las arterias coronaria izquierda, interventricular anterior y circunfleja izquierda. |

| |
| Autopsia mostrando los ostia (agujeros) coronarios y los segmentos proximales de las arterias coronarias. Compárese con el dibujo de Anatomía de Gray anterior. |

|                                                |
| Arteria coronaria izquierda en otra disección. |